# Leptoglossus brevirostris
Leptoglossus brevirostris är en insektsart som beskrevs av Barber 1918. Leptoglossus brevirostris ingår i släktet Leptoglossus och familjen bredkantskinnbaggar. Inga underarter finns listade i Catalogue of Life.